# Hohe Wart (obszar wolny administracyjnie)
Hohe Wart – obszar wolny administracyjnie (gemeindefreies Gebiet) w Niemczech w kraju związkowym Bawaria, w rejencji Dolna Frankonia, w regionie Bayerischer Untermain, w powiecie Miltenberg. Teren jest niezamieszkany.